# Unheard ―罪の代弁―
『Unheard ―罪の代弁―』は中国のゲームメーカーNEXT Studiosが開発したゲーム。音声を聴取して事件の全貌を探る「声探」システムを用いたミステリー作品。原題は『Unheard －疑案追声－』。
2019年3月29日にPC(Steam)で発売され、当初は中国語（簡体字）と英語の音声・テキストのみだったが、2023年2月20日に日本語ローカライズパッチが配信された。日本語版では登場人物の名前も日本名に置き換わっている。
2019年6月24日にDLCとして新規エピソード『致命的なシナリオ』（原題:致命剧本）が配信。中国語限定のDLCとして、『中元节特别篇』と『黑面观音』も配信されている。
2023年3月22日にXbox One、PlayStation 4、Nintendo Switchでも日本語版が発売された。

## 概要
「声探」システムと作中で称される、音声聴取によって事件の全貌を探るゲーム。章ごとにプレイヤーには、過去に事件が起こった現場の地図と、登場人物の名前一覧が渡される。地図上で人物らは◯マークで描かれ、マークのそばにいると、その人物の声を聞くことができる。見た目では人物の名前や性別はわからず、音声を聞くことで探っていける。マップ上に散らばり、時間経過で動く◯が一覧の中のどの人物であるか当てはめ、事件の犯人は誰であるかを推理する。
1つの章の音声時間は10分程度であるが、プレイヤーはマップ中の様々な部屋を移動することができ、1つの会話の裏で交わされていた別の部屋の会話を聞くなど、何度も巻き戻し様々な場所の音声を聞くことで真相に迫る。
同時進行で起こる様々な会話の時間管理はシビアで、各言語ごとに会話の長さに違いが生じてしまうため、当初は日本語化は難しいとされていた。
5名の開発チームによって制作された。ガイ・リッチー、クリストファー・ノーラン、寧浩、三谷幸喜の作品に見られる、「砕片化、多角性、タイムラインの分断」が意識されている。

## あらすじ
「探偵さん」と呼ばれるプレイヤーキャラクターは、薄暗い部屋で謎の女性にタブレットを見せられる。そこには地図が映っていた。タブレットに搭載された「声探」システムを用いて、過去に起こった事件の真相を探れと女性は言う。
交通事故を起こして逮捕された男、美術館から額縁だけ残し盗まれた絵画、12人の犠牲者が出た警察署内での爆発事件、劇場で起きた不審な事故死、プレイヤーは様々な事件を追っていく。

## 日本語キャスト
エンドロールのクレジットより。
- 金井海斗/金井隼人 - 新井慶太
- 木村静 - 中条智世
- 目暮渋/匠監督 - 獅子神孝次
- 沖崎 - 柴田秀勝
- 館長 - 仲台吉一
- 金髪 - 八鳥浩
- 警備員/佐江内 - 清水大地
- 前川 - 市橋尚史
- 秘書/内田 - 高橋春香
- 野上/江口 - 岩崎洋介
- ギソク/麦島 - 一衆
- ネズミ - 石井雅人
- 関係長 - 土佐成和貴
- 熊沢 - 横田彩
- 犬山昇/灰崎 - 清住健太
- 坂井士郎 - 福里達典
- 松岡係長 - 渡辺賢
- 仁 - 水野駿太郎
- 道也 - 小倉直寛
- 白川清/大谷 - 合田慎二郎
- 八 - 沢井由
- 竜/役者 - 高野智哉
- メガネ - 増田哲人
- 金城 - 唐崎法幸
- 彩佳 - 伊藤あすか
- 小野/高橋 - 須藤敏幸
- 津橋 - 吉富勇矢
- 徳井 - 伊藤聖将
- 美咲 - 山根希美
- 坊田/加藤 - 児玉孝徳
- 茉里奈 - 堀籠沙耶
- 石塚 - たかはし智秋
- 記者 - かとう有花

## 評価
2022年9月時点で、Steamのユーザーレビュー2万3000件中96%以上の好評を得て、「圧倒的に好評」となった。
Indie Prize London 2019でBest Game Narrativeを受賞。
Brazil Independent Games Festival 2019でBest Soundを受賞。
センス・オブ・ワンダー ナイト 2019でBest Experimental Awardを受賞。
Indie Prize Asia 2019でBest Game Audioを受賞。